# Объяснение в любви к Г. Т.
«Объяснение в любви к Г. Т.» (нем. Liebeserklärung an G.T.) — фильм 1971 года ГДР снятый режиссёром Хорстом Земаном на киностудии «ДЕФА» при участии киностудии «Мосфильм» с участием советских актёров.

## Сюжет
Женщина лет тридцати — физик доктор Гиса Тониус, замужем, есть падчерица подросток, лелеет желание завести собственного ребёнка.
Ей поручают взять на себя руководство крупным исследовательским проектом, в котором задействовано почти полтысячи научных сотрудников.
Она колеблется. Не зная, искать ли ей профессиональной или личной самореализации, она спрашивает мнение своей семьи и друзей. Все они дают разные советы. В то время как её муж боится потерять её из-за её карьеры, её профессор считает, что из-за её таланта у неё есть обязательства перед наукой.

Широко дебатируется один единственный вопрос: принимать или не принимать героине, талантливому учёному, ответственный научный пост, который, как очевидно, надолго оторвет её от домашних забот, от любимого мужа? В диспуте участвуют все: и муж, и сослуживцы, и секретарь партийной ячейки, и важное лицо из министерства и, наконец, русские коллеги, с которыми героиня встречается в Новосибирском Академгородке.— Советский экран, 1972
В конце концов она принимает решение: и завести ребёнка, и взяться за исследовательский проект.

## В ролях
- Эва Кшижевская — Гиза Тониус
- Юрген Фрорип — Вернер Тониус
- Герварт Гроссе — профессор Эберт
- Траудль Куликовски — Аннетте Хаферкорн
- Хольгер Малих — Бернд Штюбенер
- Гюнтер Вольф — Хайнц Гербер
- Эрик Кляйн — Райнике, генеральный директор
- Отто Дирикс — старый горняк
- Эрика Пеликовски — профессор Бергхольц
- Мартин Флёрхингер — профессор Хенричи
- Александр Хвыля — профессор Лишков
- Вальтер Юпе — доктор Ледиг
- Агнес Краус — фрау Гётце
- Лотта Лёбингер — фрау Престин
- Игорь Поляков — профессор Аникеев
- Трауте Зенсе — фройляйн Шульце, секретарша
- Томас Вайсгербер — доктор Фишер
- Дитер Вин — доктор Мюллер
- Херварт Гроссе — профессор Эберт
- Йорг Кнохе — Петер
- Аннетте Эбрехт — Инес
- Буркхард Манн — Йохен
- Клаус-Петер Тиле — Хуберт
- Жанна Болотова — Ада
- Владимир Козелков — Слава
- Семён Морозов — Коля
- Маргарита Володина — Людмила
- Евгений Жариков — Владимир
- Виктор Колпаков — старик
- Елена Максимова — старушка
- Всеволод Сафонов — руководитель строительства
- Харальд Вармбрунн — бригадир
- Арно Выцневский — министр
- Петер Фестерсен — водитель «Татры»
- Карин Бивен — медсестра